# Okkupation
Okkupation kan være besættelse af et herreløst territorium eller en militær og/eller fjendtlig overtagelse af en anden nation eller et geografisk område. 

## Okkupationer i nyere tid
- Den amerikansk-engelske okkupation af Irak.
- Den israelske okkupation af palæstinensiske områder.
- Den japanske okkupation af flere lande i stillehavsområdet under 2. verdenskrig.
- Den kinesiske okkupation af Tibet i 1950.
- Den marokkanske okkupation af Vestsahara.
- Den nazistiske okkupation af flere lande i Europa under 2. verdenskrig, herunder besættelsen af Danmark.
- Den syriske okkupation af Libanon.

## Kategorier
Kategorier for militært okkupation.
- Wikimedia Commons har flere filer relateret til Okkupation

| Militær | Spire Denne artikel om militær er en spire som bør udbygges. Du er velkommen til at hjælpe Wikipedia ved at udvide den. |